# MicroBot
MicroBot — игра в жанре перестреляй их всех, разработанная калифорнийской игровой студией Naked Sky Entertainment и изданная Electronic Arts. Вышла на платформах  Xbox 360 и PlayStation 3. Создатели игры решили выбрать такую среду, в которой игроки никогда не были.

## Сюжет
Вам достанется возможность сыграть за микро-робота. Его главная цель — это уничтожение переносчиков заразы и болезней, и также уничтожить прошлое поколение микроботов.

## Геймплей
Игра происходит внутри человеческого тела. Вымышленная корпорация MicroHexon разработала линию микроскопических роботов, созданных для борьбы с инфекцией внутри человека. Игрок управляет четвёртым поколение MicroBot, новейшие итерации серии. В его задачу входит уничтожение инфекции, вызванной повреждением предыдущим поколением Микроботов.  Игра начинается с персонажа, который плавает внутри иглы для подкожных инъекций. MicroBot затем вводят в организм человека и геймплей начинается. Уровни распределены по пяти основным областям человеческого тела с каждой областью, состоящей из четырёх уровней.
MicroBot можете модернизировать своё оружие, чтобы уничтожить врагов и лечения заболеваний. Оружие может быть подключено к нескольким точкам на роботе, и каждый тип оружия имеет различные способности, которая позволяет игроку настроить их робота, как они считают нужным. Более 20 различных видов оружия может быть присоединено к роботу.  Дополнительный слот вложений может быть разблокирован, как прогресс игрока. В дополнение к меньшим врагам, в игре пять боссов, которые встретятся в течение всей кампании. MicroBot также имеет режим Challenge Mode в дополнение к основной кампании, в которой игроки должны выжить непрерывной волне врагов так долго, как это возможно. Режим совместной игры для двух игроков поддерживается.

## Отзывы
| Сводный рейтинг | Сводный рейтинг | Сводный рейтинг |
| Издание         | Оценка          | Оценка          |
| Издание         | PS3             | Xbox 360        |
| --------------- | --------------- | --------------- |
| GameRankings    | 64,73 %         | 60,56 %         |